# Diedrichshagen (Rostock)
Diedrichshagen Rostock egyik városrésze. A Balti-tenger partján fekvő településrész Warnemünde, Markgrafenheide és Hohe Düne városrészekkel együtt 1996-tól államilag elismert tengerparti fürdőváros rangot kapott (Seebad Diedrichshagen). A Rostock központjától nagyjából 11 km-re fekvő, főleg az azonos nevű egykori faluból álló városrészt északról a Balti-tenger, keletről Warnemünde, délkeletről Lichtenhagen, délnyugatról pedig Elmenhorst/Lichtenhagen község határolja.

## Földrajza
A városrész beépített központjától északra fekszik Diedrichshäger Land tájvédelmi terület, amelyet északról a Stoltera természetvédelmi terület határol. Utóbbi egy 20 m magas meredek tengerpart. Ennek közelében egy kisebb tó is található.
Diedrichshagen és Warnemünde határában terül el a részben 2 méterrel a tengerszint alatt levő Diedrichshäger Moor, amely egy mocsaras terület. A település déli és keleti részén folyik a Laakkanal nevű csatorna, mely egyúttal a Lichtenhagennel közös határt jelöli.
A településtől nyugatra, a gyümölcsfák védelmére nyírfa- és nyárfasorokat ültettek.

## Története
Az egykori Diedrichshagen falut 1771-ben alapították, és a terület 1934. március 8-án vált Rostock városrészévé. 1996-ban a városrész államilag elismert tengerparti fürdőváros rangot kapott. Városrendészeti szempontból nézve Diedrichshagen és Warnemünde közösen alkotják az A jelű városi körzetet (Stadtbereich A: Warnemünde).
Az 1990-es változások óta több családi ház épült a területen.

## Gazdasága
A tenger közelsége miatt a turizmus fontos szerepet játszik Diedrichshagen gazdasági életében, számos szálloda és üdülőház várja a vendégeket. A Stoltera természetvédelmi területen belül egy kerékpárút, egy parti vándorút, egy-egy csillagászati és természetismereti tanösvény is a turisták rendelkezésére áll. A D2-es jelzésű keleti-tengeri kerékpárút is érinti a Stolterát.
A vidékies jellegű városrészt a turizmus mellett a mezőgazdasági termelés határozza meg: zöldséget, gyümölcsöt és gabonát termesztenek a környező földeken és kertekben.
Ezek mellett egy szélerőművek és egy napenergia-park is található a településen.
Diedrichshagen és Elmenhorst között található a Warnemünde-i golfpálya.

## Közlekedése

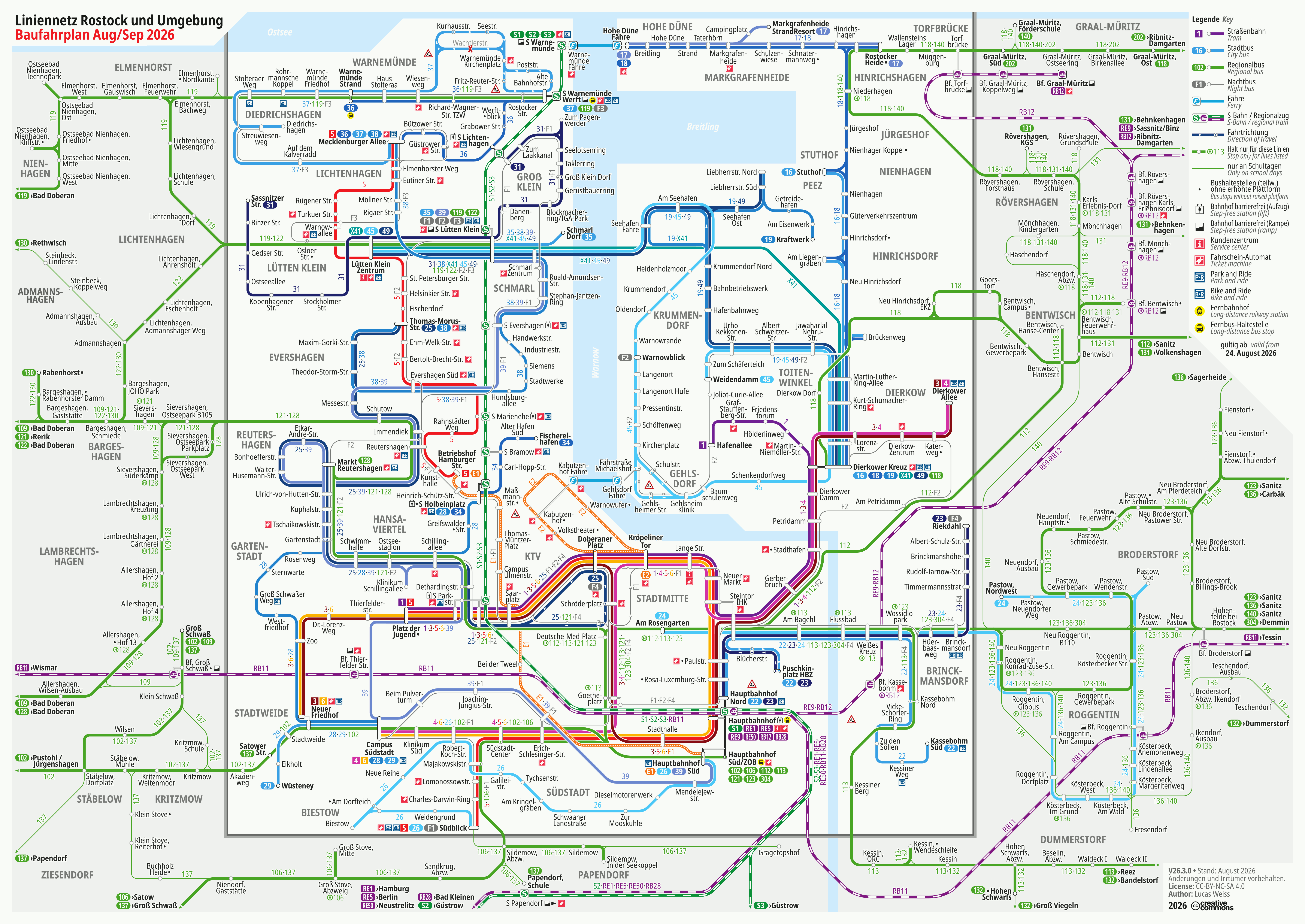
Rostock és környékének tömegközlekedési térképe

A településrészen több autóbusz-megálló is található, ahonnan az áthaladó járatokkal Warnemündébe és Lichtenhagenbe, illetve ezen helységek S-Bahn-állomásaira lehet eljutni.
Diedrichshagen az L12-es tartományi úton keresztül kapcsolódik Warnemündéhez, ahol érinti a 103-as országutat, amely Rostocker központjába, illetve az A20-as autópálya irányába halad. Délnyugati irányban az L12-es út Elmenhorst, Bad Doberan és Kühlungsborn érintésével Wismar irányába halad.
- Autóbusz: 36, 37
  - Regionális autóbusz: 119

## Galéria

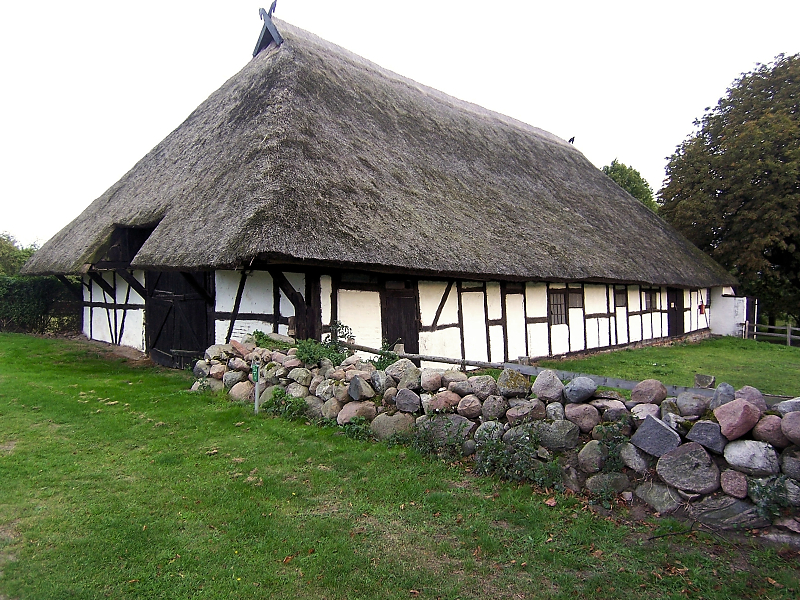
Régi parasztház
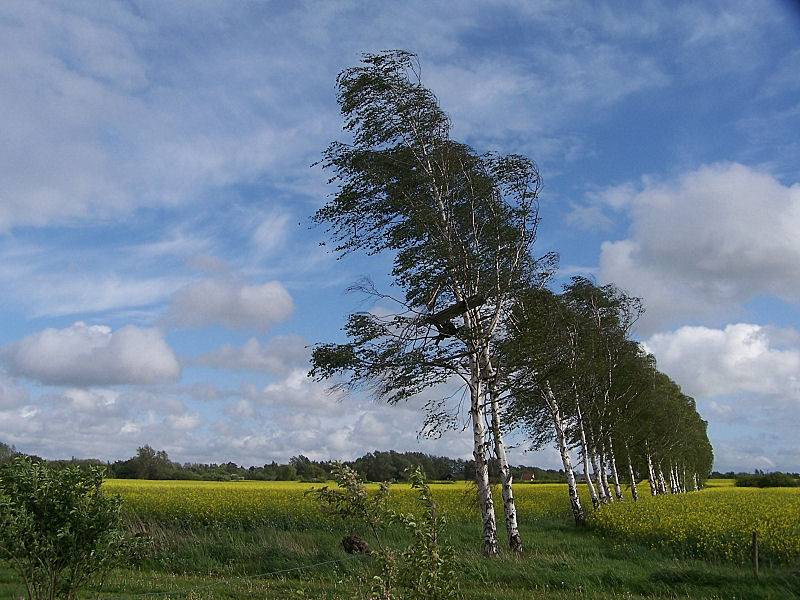
Nyárfák és nyírfák Diedrichshagenben
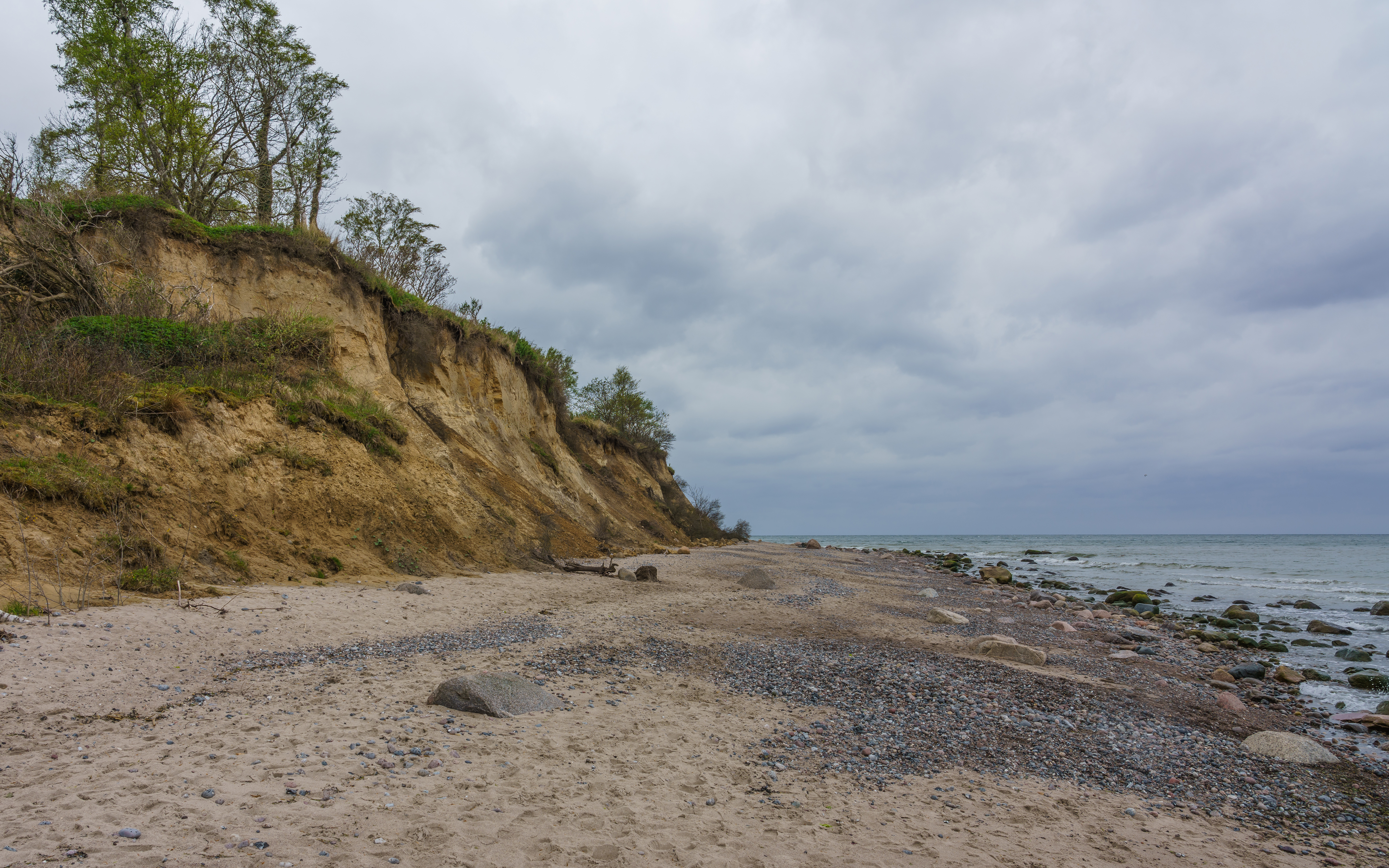
A Stoltera tengerpart
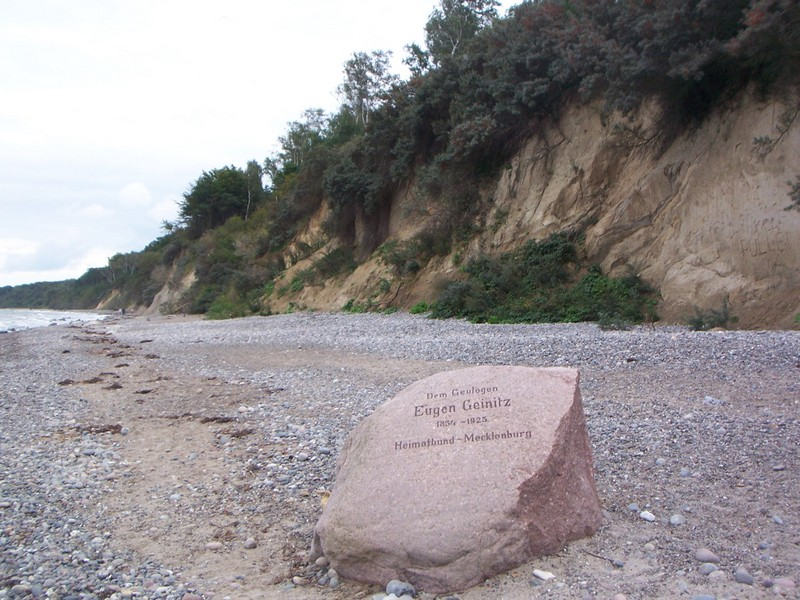
A meredek tengerpart és az Eugen Geinitz mineralógus és geológus emlékére állított kő
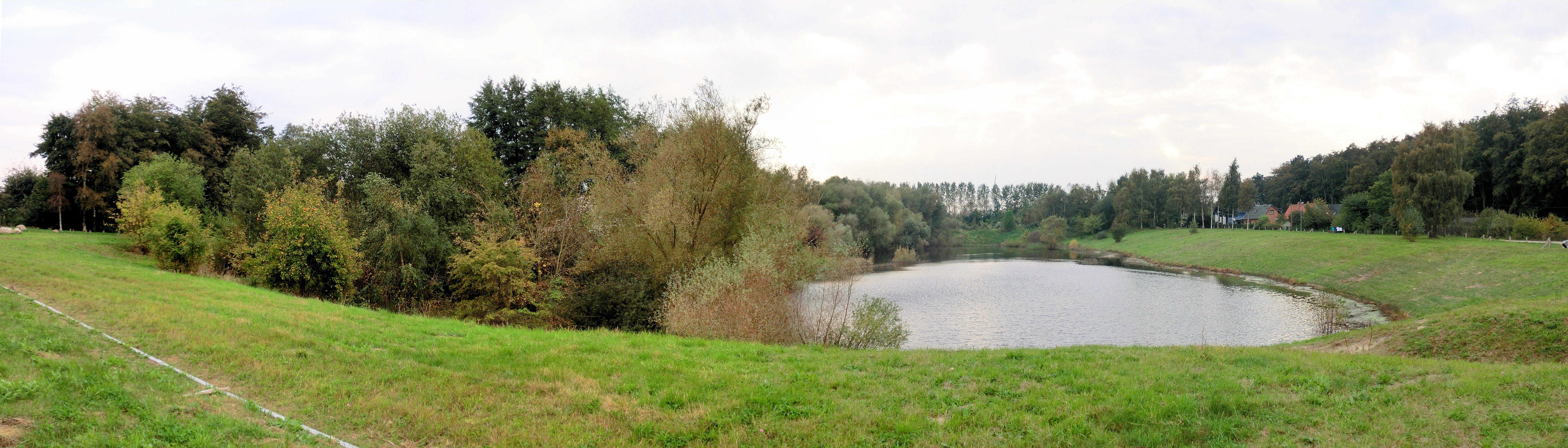
Tó a Waldweg mellett
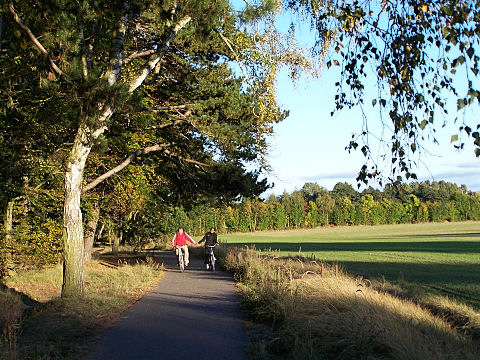
Kerékpárút a Stoltera mentén